# Známenski (Krasnodar)
Známenski (del ruso: Знаменский) es un posiólok del ókrug urbano de Krasnodar del krai de Krasnodar, en el sur de Rusia. Está situado en las tierras bajas de Kubán-Azov, al norte del embalse de Krasnodar del río Kubán, 12 km al nordeste del centro de Krasnodar. Tenía 6242 habitantes en 2010
Pertenece al municipio Páshkovski del distrito Karasunski del ókrug.

## Historia
Recibió su nombre actual en 1977

## Economía
En la localidad se halla el Instituto de Investigación Científica Ganadera del Cáucaso del Norte. Známenski está muy cerca de la zona industrial oriental de Krasnodar, por lo que será uno de los centros económicos futuros de la ciudad, actualmente en fase de desarrollo.

## Servicios
En la localidad hay un puesto de socorro, una oficina de correos y un parque infantil. En 2010 se finalizó la instalación de los servicios de gas de la localidad.